# Frente Justicialista Cumplir
El Frente Justicialista Cumplir fue una coalición política argentina distrital de orientación peronista fundada en 2017, con el objetivo de competir en las elecciones legislativas de ese año en la provincia de Buenos Aires. Lo integraron el Partido Justicialista (distrito bonaerense), Partido Lealtad y Dignidad, Partido Verde, Nueva Unión Ciudadana, Integración Federal y el Partido Frente Hacer por el Progreso Social. Su líder fue Florencio Randazzo. Su único miembro en un cargo representativo nacional es el diputado Eduardo Bucca, quien se sumó al bloque Justicialista, que a su vez integra el interbloque Argentina Federal.

## Historia
Tras la decisión del kirchnerismo, el sciolismo y otras agrupaciones de no ir a internas en el Partido Justicialista de la Provincia de Buenos Aires, Florencio Randazzo, en el cierre del plazo para inscribir alianzas, junto con los apoderados del Partido Justicialista bonaerense inscribieron el "Frente Justicialista Cumplir", con el cual competirían en las elecciones legislativas de 2017.
En las elecciones legislativas 2017 el FJC obtuvo el 5,20% de los votos, con los cuales no obtuvo ningún senador nacional y obtuvo un diputado nacional, Eduardo Bucca, quien se sumó al bloque Justicialista (19 bancas en diciembre de 2017), que a su vez integra el interbloque Argentina Federal (31 bancas en diciembre de 2017). Pablo Kosiner era el presidente, tanto del bloque, como del interbloque, a comienzos de 2018.

## Partidos Integrantes
| Partido | Partido                             | Líder                  | Ideología                 | Posición               |
| ------- | ----------------------------------- | ---------------------- | ------------------------- | ---------------------- |
|         | Frente HACER por el Progreso Social | Florencio Randazzo     | Peronismo Federal         | Centro                 |
|         | Partido del Trabajo y la Equidad    | Alberto Fernández      | Desarrollismo             | Centro                 |
|         | Tercera Posición                    | Graciela Camaño        | Peronismo Federal         | Centroderecha          |
|         | Partido Justicialista               | Juan Schiaretti        | Peronismo                 | Tercera posición       |
|         | Movimiento Evita                    | Emilio Pérsico         | Nacionalismo de Izquierda | Izquierda              |
|         | Nueva Unión Ciudadana               | Juan Carlos Neves      | Democracia cristiana      | Derecha                |
|         | Partido Verde                       | Silvia Beatriz Vázquez | Ecología política         | Centroizquierda        |
|         | Lealtad y Dignidad                  | Carlos Menem           | Menemismo                 | Centroderecha          |
|         | Integración Federal                 | -                      | Peronismo Federal         | Centro a centroderecha |
|         | Partido Intransigente               | Daniel Galdeano        | Yrigoyenismo              | Izquierda              |

## Elecciones

### Elecciones al congreso

#### Cámara de Diputados
| Año  | Votos   | %    | Bancas ganadas | Total de bancas | Posición | Presidencia                    | Nota |
| ---- | ------- | ---- | -------------- | --------------- | -------- | ------------------------------ | ---- |
| 2017 | 485.138 | 5,20 | 1/35           | 1/70            | Minoría  | Mauricio Macri (PRO—Cambiemos) |      |

#### Senado
| Año  | Votos   | %    | Bancas ganadas | Posición | Presidencia                    | Nota |
| ---- | ------- | ---- | -------------- | -------- | ------------------------------ | ---- |
| 2017 | 500.945 | 5,29 | 0/3            | Minoría  | Mauricio Macri (PRO—Cambiemos) |      |

## Diputados Nacionales
Provincia de Buenos Aires
| Diputado Nacional | Inicio     | Final      | Bloque                                                                   |
| ----------------- | ---------- | ---------- | ------------------------------------------------------------------------ |
| Eduardo Bucca     | 10/12/2017 | 10/12/2021 | forma parte del bloque Justicialista y del interbloque Argentina Federal |

## Representantes en la Provincia de Buenos Aires[7][8]
Senadores Provinciales (4)
| Senador Provincial    | Inicio     | Final      | Bloque                  |
| --------------------- | ---------- | ---------- | ----------------------- |
| Dario Hugo Diaz Perez | 10/12/2015 | 10/12/2019 | PJ- Unidad y Renovación |
| Gabriel Demaria       | 10/12/2017 | 10/12/2021 | PJ- Unidad y Renovación |
| Gustavo Soos          | 10/12/2017 | 10/12/2021 | PJ- Unidad y Renovación |
| Luis Omar Vivona      | 10/12/2017 | 10/12/2021 | PJ- Unidad y Renovación |

Diputados Provinciales (8)
| Diputado Provincial       | Inicio     | Final      | Bloque                  |
| ------------------------- | ---------- | ---------- | ----------------------- |
| Juan Manuel Cheppi        | 10/12/2015 | 10/12/2019 | PJ- Unidad y Renovación |
| Julio Pereyra             | 10/12/2017 | 10/12/2021 | PJ- Unidad y Renovación |
| Fabián Bertino            | 10/12/2017 | 10/12/2021 | PJ- Unidad y Renovación |
| Guillermo Martín Escudero | 10/12/2017 | 10/12/2021 | PJ- Unidad y Renovación |
| Marisol Merquel           | 10/12/2017 | 10/12/2021 | PJ- Unidad y Renovación |
| Patricia Mabel Moyano     | 10/12/2017 | 10/12/2021 | PJ- Unidad y Renovación |
| Jorge Federico Otermin    | 10/12/2017 | 10/12/2021 | PJ- Unidad y Renovación |
| Carlos Urquiaga           | 10/12/2017 | 10/12/2021 | PJ- Unidad y Renovación |